# The Lost Tapes @ Bell Sound Studios NYC
The Lost Tapes @ Bell Sound Studios NYC – album studyjny szwedzkiej piosenkarki Moniki Zetterlund, wydany 23 października 1996 roku nakładem wydawnictw muzycznych BMG oraz RCA Victor. Album został nagrany w ciągu czterech dni od 10 do 14 marca 1960 roku w Bell Sound Studio w Nowym Jorku. 
Producentami albumu zostali Leonard Feather oraz Kent Nyberg, zaś za mastering wykonany w Cutting Room w Sztokholmie odpowiadał Björn Almstedt. 
Wraz z dystrybucją wydawnictwa dołączona była w zestawie oryginalna 12-stronicowa broszura oraz dodatkowa 16-stronicowa książeczka z japońskimi zapiskami i tekstami piosenek w języku angielskim (oprócz utworu dziewiątego, skandynawskiej melodii ludowej śpiewanej w języku szwedzkim).
Udział w nagraniu albumu wzięli liczni amerykańscy muzycy sesyjni, tacy jak między innymi Thad Jones, Zoot Sims, Al Hall czy Jimmy Jones.
Wydawnictwo wydano na rynek w Szwecji oraz Japonii. Album notowany był na 18. miejscu szwedzkiego zestawienia sprzedaży Topplistan.

## Lista utworów
Opracowano na podstawie materiału źródłowego.
1. „What Can I Say After I Say I’m Sorry” (muz. Abe Lyman, sł. Walter Donaldson) – 5:07
2. „There’ll Be Another Spring” (muz. Peggy Lee, sł. Hubie Wheeler) – 3:40
3. „Nothing At All” (muz. i sł. John Frigo) – 4:14
4. „He’s My Guy” (muz. Gene de Paul, sł. Don Raye) – 2:53
5. „You Look Like Someone” (autor nieznany) – 4:28
6. „Nature Boy” (muz. i sł. Eben Ahbez) – 2:54
7. „Come Rain or Come Shine” (muz. Harold Arlen, sł. Johnny Mercer) – 2:12
8. „I Can’t Give You Anything But Love” (muz. Jimmy McHugh, sł. Dorothy Fields) – 3:14
9. „Ack Värmeland, du sköna” (skandynawska melodia ludowa) – 2:38
10. „One For My Baby” (muz. Harold Arlen, sł. Johnny Mercer) – 4:22
11. „Sounds of Spring” (muz. i sł. Leonard Feather) – 3:09
12. „I’m a Fool to Want You” (muz. Frank Sinatra, Joel Herron, sł. Jack Wolf) – 3:06
13. „There’ll Be Another Spring (Alternate Take)” (muz. Peggy Lee, sł. Hubie Wheeler) – 3:41
14. „He’s My Guy (Alternate Take)” (muz. Gene de Paul, sł. Don Raye) – 2:52
15. „You Look Like Someone (False Start)” (autor nieznany) – 0:45
16. „You Look Like Someone (Alternate Take)” (autor nieznany) – 4:57

## Pozycja na liście sprzedaży
| Kraj    | Notowanie (1996) | Najwyższa pozycja |
| ------- | ---------------- | ----------------- |
| Szwecja | Topplistan       | 18                |